# 伊東達広
伊東 達広（いとう たつひろ、旧芸名：伊東 辰夫・伊藤 達広、1946年7月28日 - ）は、兵庫県出身の俳優。NHKまんさくの花にも出演していた。

## 来歴・人物
桐朋学園芸術短期大学演劇専攻を経て劇団俳優座に所属。その後、仲代達矢、田中邦衛、井川比佐志、新克利、山口果林らと共に、安部公房が主宰する演劇集団「安部公房スタジオ」発足にも参加した。
舞台で活躍する傍ら、映画やテレビドラマにも数多く出演している。

## 出演

### テレビドラマ
- 科学捜査官 第2話「声紋は語る」（1973年、KTV / 松竹） - 小林厚夫
- 大盗賊（1974年、CX / 国際放映） - 同心
- 傷だらけの天使 第17話「回転木馬に熱いさよならを」（1975年、NTV / 東宝）
- 長崎犯科帳 第5話「殺しの番号 二、三、一」（1975年、NTV / ユニオン映画）
- はぐれ刑事（1975年、NTV / 国際放映） - 大村刑事
- 桃太郎侍 第57話「達磨と鬼神がやって来た!」（1977年、NTV / 東映） - 鮫吉
- 明日の刑事（TBS）
  - 第1話「昌子絶唱! 行かないで!」（1977年）- 戸田
- 太陽にほえろ! （NTV / 東宝）
  - 第307話「反転」（1978年） - 岩田
  - 第403話「罪と罰」（1980年） - 土屋博
- 白い巨塔（1978年 - 1979年、CX） - 安西医局員
- 破れ新九郎 第21話「殺しの報酬は殺し」（1979年、ANB / 中村プロ） - 吉村勘十郎
- 不毛地帯（1979年、MBS） - 町田
- 赤い嵐（1979年 - 1980年、TBS / 大映テレビ）
- 大空港 第29話「戦慄! 空港VIP室占拠事件」（1979年、CX / 松竹） - 大沢正
- 特捜最前線（ANB / 東映）
  - 第145話「凶器が歩く街!」（1980年）
  - 第224話「ネックレスをした老刑事!」（1981年）
  - 第384話「偽装結婚・マトリョーシカを持つ女!」（1984年） - 白井治
  - 第403話「死体番号6001のミステリー!」（1985年） - 田中浩一
- 蒼き狼 成吉思汗の生涯（1980年、ANB）
- 噂の刑事トミーとマツ 第30話「チョンボな変装・尻かくさず」（1980年、TBS / 大映テレビ）
- Gメン'75 第277話「大暴走! ガソリンタンクローリー」（1980年、TBS / 東映） - 木下
- 幻之介世直し帖 第10話「狙われた愛の肖像」（1981年、NTV / 国際放映）
- 茜さんのお弁当（1981年、TBS）
- 花王愛の劇場 / 夫婦（1982年、TBS） - 高村昭人
- ザ・サスペンス / 松本清張の時間の習俗（1982年、TBS / 大映テレビ） - 刑事
- 土曜ワイド劇場（ANB）
  - 湖底の美女 江戸川乱歩の「湖畔邸事件」（1982年） - 野崎三郎
  - 松本清張の風の息　事故か！謀略か！もく星号三原山墜落の謎（1982年） - カメラマン
  - 牟田刑事官事件ファイル15 「神戸－横浜、港町連続殺人」（1991年9月）
  - 京都－飛鳥路の旅殺人事件 婚約旅行で恋人が消えた!（1992年）
  - 捜査検事・右近誠の殺人調書2（2000年） - 広岡隆
  - 大惨事 ツアーバス転落!（2001年）
- 松平右近事件帳 第14話「打ち首千両」（1982年 / NTV）-権藤市之進
- 大奥（KTV / 東映）
  - 第1話「大奥誕生」・第2話「生みの母 育ての母」（1983年） - 坂崎出羽守
  - 第50話「動乱に挑む女」（1984年） - 松平乗謨
- 乳姉妹（1985年、TBS / 大映テレビ） - 島田
- 真田太平記（1985年 - 1986年、NHK） - 本多正純
- 銭形平次 第18話「消えた獄門首」（1987年、NTV / ユニオン映画） - 仙八
- 大岡越前 （TBS / C.A.L）
  - 第10部 第11話「義賊の息子は凶悪犯」（1988年5月9日） - 半造
  - 第11部 第14話「お奉行様は用心棒」（1990年7月23日） - 鉄造
  - 第12部 第24話「相合い傘に潜む罠」（1992年3月30日） - 多十
  - 第13部 第9話「秋刀魚の煙が目にしみた」（1993年1月11日） - 定吉
  - 第14部 第17話「命を懸けた贋金探索」（1996年10月14日） - 仙蔵
  - 第15部 第15話「思い込み」（1998年12月21日） - 沼倉重蔵
  - ナショナル劇場50周年記念特別企画スペシャル（2006年3月20日） - 丑松
- 水戸黄門（TBS / C.A.L）
  - 第19部 第7話「人買い光右衛門 -尾花沢-」（1989年11月6日） - 半次
  - 第20部 第21話「奸計暴いた娘の忠義 -人吉-」（1991年4月1日） - 権太
  - 第22部 第25話「夢の中で若旦那 -鳥取-」（1993年11月1日） - 千造
  - 第23部 第39話「白いお髭のお婿殿 -府中-」（1995年5月8日） - 勘六
  - 第24部
    - 第4話「愛を引き裂く八丁味噌 -岡崎-」（1995年10月9日） - 寅吉
    - 第26話「女地獄の大掃除 -韮崎-」（1996年3月18日） - 勘十

  - 第25部 第25話「罠を仕掛けた釣り天井 -高山-」（1997年6月16日） - 副島軍十郎
  - 第26部 第12話「チェスト! 兄妹仇討ち -鹿児島-」（1998年5月4日） - 鷲見儀兵衛
  - 第27部 第22話「恋を探した盆踊り・柏崎」（1999年8月16日） - 鐘ヶ崎万蔵
  - 第28部 第25話「お銀涙の子守唄 -岡山-」（2000年9月4日） - 岩原仁兵衛
  - 第30部 第17話「二枚目助さん女難の相 -倉敷-」（2002年5月6日） - 浅岡十三郎
- さすらい刑事旅情編 第15話「夜の横須賀線・黙秘する人妻」（1989年、ANB / 東映）
- 鬼平犯科帳（CX / 松竹）
  - 第1シリーズ 第26話「流星」（1990年） - 杉浦要次郎
  - 第4シリーズ 第8話「鬼坊主の女」（1993年） - 高坂左門 ※伊藤達広名義
  - 第6シリーズ 第1話「蛇苺の女」（1995年） - 田島仙五郎 ※伊藤達広名義
- 八百八町夢日記（NTV / ユニオン映画）
  - 第1シリーズ 第16話「次郎吉を愛した女」（1990年） - 巳之吉
  - 第2シリーズ 第5話「男泣き、別れ町」（1991年） - 三原主水正
- 火曜サスペンス劇場
  - 「山岳ミステリー2・尾瀬湿原殺人事件」（1990年5月、NTV / 大映テレビ）
  - 「地方記者・立花陽介1」（1993年） - 矢部刑事 役
- 特警ウインスペクター 第33話「目覚めた浦島太郎」（1990年、ANB / 東映） - 古沢
- 長七郎江戸日記 第3シリーズ 第20話「恋しぐれ、女スリ」（1991年3月12日、NTV / ユニオン映画） - 香月左門
- 暴れん坊将軍シリーズ（ANB / 東映）
  - 暴れん坊将軍III
    - 第59話「みちのく血判状! 魔性の谷の決戦!!」（1989年、TVスペシャル） - 大室
    - 第88話「いなせ新さん、大奥を斬る!」（1989年） - 中井大和守
    - 第112話「秩父 はたおり唄」（1990年） - 沢井

  - 暴れん坊将軍IV 第18話「鬼を退治の夫婦饅頭」（1991年） - 蝮の権太
  - 暴れん坊将軍V 第32話「紀州から来た刺客」（1993年） - 小十郎
  - 暴れん坊将軍VI
    - 第14話「伊賀者一代血の詫び状」（1995年） - 永井左門
    - 第33話「女賞金稼ぎ修羅の花道!」（1995年） - 吉岡又四郎
    - 第51話「江戸自慢、吉宗うれしや天下餅!」（1996年） - 大垣源内

  - 暴れん坊将軍VII 第10話「夢で拾った百両」（1996年） - 日下玄馬
  - 暴れん坊将軍VIII 第16話「弟よ 江戸に来た姉の想い」（1998年） - 鳥居左馬助
  - 暴れん坊将軍IX 第22話「壮絶! 三河士魂 養父の仇を討つ吉宗」（1999年） - 川村兵衛
- 世にも奇妙な物語（CX）
  - 無人艦隊（1991年）
  - 逆転（1992年）
- 月曜・女のサスペンス 日本列島旅情ミステリー「母の殺意」（1992年、TX）
- 人形佐七捕物帳 凶悪のけものを追え！江戸の華 美人役者に迫る魔手！（1992年、TX） - 山崎甚五郎
- 半七捕物帳 第9話「恋しぐれ鎌倉河岸」（1992年、NTV / ユニオン映画） - 伊三郎
- 腕におぼえあり（1992年、NHK） - 益蔵
- 江戸を斬るVIII 第10話「仇討ち悲願の若旦那」（1994年、TBS / C.A.L） - 辰次
- 荒木又右衛門 男たちの修羅（1994年、TX / 松竹） - 阿部四郎五郎
- 大河ドラマ（NHK）
  - 花の乱（1994年） - 蜷川親元
  - 義経（2005年） - 平塚良郷
  - 功名が辻（2006年） - 竹中家家臣
- 銭形平次（CX）
  - 第4シリーズ 第4話「喪服の花嫁」（1994年） - 熊造
  - 第6シリーズ 第5話「顔のない男」（1997年） - 銀次郎
- 殿さま風来坊隠れ旅 第19話「惚れたらダメよ極道のお嬢様」（1994年、ANB / 東映） - 河内屋惣兵衛
- 江戸の用心棒（NTV / ユニオン映画）
  - 第1シリーズ 第3話「そば一杯の用心棒」（1994年） - 黒川
  - 第2シリーズ 第6話「蝶々の仇討ち」（1995年） - 大野主膳
- 付き馬屋おえん事件帳 第3シリーズ 第10話「仇討取り立てます」（1995年、TX / 松竹） - 佐七
- 南町奉行事件帖 怒れ!求馬II 第17話「すべてを賭けて守るもの」（2000年、TBS / C.A.L）
- 月曜ドラマスペシャル / 西村京太郎サスペンス 冤罪II（2000年、TBS）
- 女と愛とミステリー / 山村美紗サスペンス「殺意の果てに」飛騨高山夫人殺人事件（2001年、TX / BSジャパン） - 遠山栄
- 刺客請負人 第8話「死闘〜最後の刺客」（2007年、TX / 松竹） - 丸子屋忠兵衛
- 密命 寒月霞斬り 第6話「覚悟」（2008年、TX / C.A.L） - 摂津屋
- テレビ東京開局45周年記念ドラマスペシャル 「シューシャインボーイ」（2010年、TX）
- 水曜ミステリー9 森村誠一サスペンス 刑事の証明（2012年 、TX）
- 月曜ゴールデン / 特捜弁護士・橘竜太郎（2013年、TBS） - 柳原栄造
- 月曜ゴールデン /魔性の群像 刑事・森崎慎平（2013年、TBS） -　淺川（会社社長）
- BS新春時代劇『大岡越前スペシャル 白洲に咲いた真実』（2017年1月3日、NHK BSプレミアム） - 堀川九郎兵衛

### 映画
- 砂の器（1974年、松竹）
- 仁義の墓場（1975年、東映）
- 大脱獄（1975年、東映） - 赤田光一
- おとうと（1976年、松竹）
- 青春の門 自立篇（1977年、東宝） - 緒方
- 野性の証明（1978年、東映） - 中戸組組員・島田
- 俺たちの交響楽（1979年、松竹） - 佐藤安男
- 彩り河（1984年、松竹） - 脇坂編集長
- 想い出のアン（1984年、共同映画）
- 空海（1984年、東映） - 菅原清公
- ハラスのいた日々（1989年、松竹）
- 阿修羅の伝説 死闘篇（2001年、東映） - 山崎晃
- 蒼い手（2011年）

### 舞台
- 愛の眼鏡は色ガラス（1973年） - 外交員
- 演劇ユニットG.com　『金の卵1970』〜神田川哀歌〜（2009年)
- かもめ (チェーホフ)
- せんがわシアター121公演の出演多数
- 劇団俳優座 No.357『セチュアンの善人』（2024年）[1]

### CM
- クラブツーリズム(2013年）
- ハウスメイト「まごころ部屋探し」(2014年）